# Édouard Ngirente
Édouard Ngirente (Gakenke,  22 de fevereiro de 1973) é um economista e político ruandês, primeiro-ministro de seu país de 30 de agosto de 2017 a 25 de julho de 2025, tendo sido nomeado pelo presidente de Ruanda, Paul Kagame.

## Educação superior
Bacharel em Economia / Economia Internacional), pela Universidade Nacional de Ruanda e graduado em estatística e mestre em Economia Agrícola, pela Universidade Católica de Louvain (UCLouvain), mestre em Gerenciamento de Riscos Financeiros, pela Universidade de Saint-Louis, Bruxelas, e Ph.D em Economia, pela UCLouvain.

## Carreira
Antes de sua nomeação, ele ocupou diferentes posições: consultor sênior do diretor executivo do Banco Mundial (2017); Assessor de Diretor Executivo do Banco Mundial (de 2011 a 2017); Conselheiro Econômico Sênior do Ministério de Finanças e Planejamento Econômico de Ruanda; Diretor Geral de Planejamento e Pesquisa do Desenvolvimento Nacional do Ministério das Finanças e Planejamento Econômico; Professor Sênior na antiga Universidade Nacional de Ruanda até 2010; Chefe do Departamento de Economia Agrícola da mesma universidade, consultor independente e gerente de projetos. Ngirente foi um participante ativo da pesquisa econômica durante seu tempo no Banco Mundial, escrevendo artigos sobre mercados específicos da região e desafios econômicos, com foco nos mercados agrícolas de Ruanda.

## Carreira Política
Ngirente foi nomeado sucessor de Anastase Murekezi em 30 de agosto de 2017. Tornou-se o 11º Primeiro Ministro da Ruanda e o 6º desde o Genocídio de 1994 perpetrado contra os Tutsi. Ele estava entre vários não políticos escolhidos para compor o governo de Paul Kagame após a eleição presidencial de 2017 na Ruanda.
Ngirente supervisionou mudanças políticas que visam revigorar a economia de Ruanda por meio de bolsas de pesquisa ampliadas, infraestrutura de transporte e educação , entre outros departamentos. Campanhas para incentivar os ruandeses a pagar seus impostos e preservar o meio ambiente também foram iniciadas com a intenção de criar um futuro mais sustentável, tanto econômica quanto ambientalmente. Como parte de seus deveres como representante da Ruanda, Ngirente viajou pelo mundo em campanha pelo aumento do investimento estrangeiro no país. Ngirente também viajou pela África, defendendo os esforços de planejamento familiar em todo o continente.